# Cassidulus caribaearum
Cassidulus caribaearum är en sjöborreart som beskrevs av Jean-Baptiste Lamarck 1801. Cassidulus caribaearum ingår i släktet Cassidulus och familjen Cassidulidae. Inga underarter finns listade i Catalogue of Life.